# Свети мученик Патрокло
Свети мученик Патрокло је ранохришћански мученик и светитељ који је умро око 259. године..

## Живот
Патрокло је потекао из богате аристократске породице из града Трикасинума (данас Троа). Родитељи су му оставили значајно имање недалеко од града, где је водио побожан хришћански живот. Био је познат по свом милосрђу и због тога га је Господ подарио даром чудотворства.
У његовом житију стоји да је преобратио Сабинијана из Троа у хришáнство. Патрокло је вероватно посечен за време цара Валеријана.
Његова беседа о страстима је у многим деловима усвојена у Пасијама Симфоријана из Аутуна.
„Пасио санцти Патроцли Треценсис“ приписује Патроклову смрт цару Аурелијану. Када је Патрокло одбио да се поклони римским божанствима, цар је наредио да га одведу у воду и тамо одсеку главу, како његово тело не би почивало у миру на сувом. Стражари су га довели до реке Сене, али су им очи биле замагљене и Патрокло је успео да накратко побегне преко реке. Чувари су се препирали око тога да ли је њиховог заробљеника избавио његов Бог или путем магије. Патрокло је потом поново ухваћен и посечен у Троау. 
Два стара просјака који су често примали милостињу од Патрокла сакупили су тело и чували га до вечери. Тада дође ноћу архијереј тога места Јевсевије и ђакон Либерије, замотавши тело у платно, и дискретно га сахранише. Затим су бдели заједно са два старца.

## Поштовање
Григорије Турски приповеда да је у Саинт-Паррес-аук-Тертрес подигнута мала капела над гробом светитеља.
Бруно, архиепископ Келна, пренео је Патроклове мошти из Троа у Келн 962. године, а 964. пренео их у Соест, Немачка, где се чувају у цркви Светог Патрокла, посвећеној светитељу. Патрокло је светитељ заштитник града Соеста.
Православна црква празнује светог Партокла 17. [30.] августа.